# 圣乔安桥
圣乔安桥（葡萄牙語：Ponte de São João）是葡萄牙波尔图杜罗河上的一座铁路桥，由工程师Edgar Cardoso设计。它于1991年建成，替代了居斯塔夫·埃菲尔设计的锻铁桥瑪麗亞·皮亞橋。